# Feelin' Go(o)d
「Feelin' Go(o)d」（フィーリン・グッド）は、日本のシンガーソングライター・藤井風の楽曲。2024年7月26日にHEHN RECORDS / ユニバーサルミュージックより配信限定でリリースされた。

## 概要
2024年7月24日、新曲「Feelin' Go(o)d」が、7月26日に配信シングルとしてリリースされることが発表され、ジャケットが公開された。
同年8月に開催されたスタジアムライブ「Fujii Kaze Stadium Live "Feelin' Good"」のタイトルにもなっている本楽曲は、昨年リリースされた楽曲「花」に続き、プロデューサーにA・G・クックを迎え、ロサンゼルスにて制作された。
本楽曲のリリース直前には、公式YouTubeチャンネルにて生配信も行われた。配信では、本楽曲に関するファンからの様々な質問に回答した。その際、ジャケット写真に描かれた雲のキャラクターの名前を聞かれ「ウィンディちゃん」と回答。藤井本人が名付けたといい、SNSでは、ウィンディちゃんのグッズ販売を求める声が続出。同年8月に開催されたスタジアムライブ「Fujii Kaze Stadium Live "Feelin' Good"」では「Windy ぬいぐるみキーホルダー」が販売された。
8月1日には、本楽曲が同日より放映されたランドリン「GOOD TEA TIME」のテレビCM「香りと記憶」篇のCMソングに使用されることが発表された。ランドリンのCMタイアップは、昨年夏の「ガーデン」に続き2度目であり、前回同様、ナレーションを担当している。

本楽曲に関して、藤井は以下のようにコメントしている。
This feelin' good song could've been out last summer or so but the universe says now is the time,
so here we are.
As a result this single ended up being like a little dessert after releasing 4 meals (singles).
Hope it tastes good for ya.
本当なら去年の夏とかにリリースされてたかもしれなかった曲だけど、運命の導きによって今になりました。

結果的に、4つのシングルをリリースした後の、かわいいデザートみたいな曲になりました。お口に合えばいいな＾＾
2025年9月5日にリリース予定の3rdアルバム『Prema』初回盤に付属する、前作『LOVE ALL SERVE ALL』以降にリリースされた楽曲を収めた特典ディスク『Pre: Prema』に、本楽曲が収録され、フィジカルリリースされる。

## 音楽性
前作「満ちてゆく」とは対照的に、本楽曲は夢見心地な印象を想起させ、最後まで空中をゆったりと漂いながら、優しさと幸福感に包みこまれるような一曲になっている。本楽曲は「揺らぎ続ける生活の中、いかに愛を感じ取るか」が主題として描かれている。歌詞においては、音と言葉の両面において、ゆったりとした心地よさが追求されている。

## ミュージックビデオ
2024年7月26日、ミュージックビデオが公式YouTubeチャンネルにて公開された。監督は、藤井の数多くのミュージックビデオを手がけるMESSが務めた。